# Фортескью, Хью, 1-й граф Фортескью
Хью Фортескью, 1-й граф Фортескью (англ. Hugh Fortescue, 1th Earl Fortescue; 12 марта 1753 — 16 июня 1841) — британский пэр.

## Биография
Родился 12 марта 1753 года. Старший сын Мэтью Фортескью, 2-го барона Фортескью (1719—1785), и Энн Кэмпбелл (? — 1812), дочери Джона Кэмпбелла из Кавдора и Мэри Прайс. Он получил образование в Итонском колледже (Виндзор, Беркшир) и Университетском колледже Оксфордского университета, Оксфорд, Оксфордшир.
Заседал в Палате общин Великобритании от Бомариса (1784—1785).
10 июля 1785 года после смерти своего отца Хью Фортескью унаследовал титул 3-го барона Фортескью из Касл-Хилла, графство Девон. 1 сентября 1789 года ему были пожалованы титулы 1-го графа Фортескью и 1-го виконта Эбрингтона, Глостершир.
Он занимал должности лорда-лейтенанта Девона (1788—1839) и вице-адмирала Девона (1831—1839).

## Резиденции
- Касл-Хилл, Филли[англ.], Северный Девон
- Поместье Эбрингтон[англ.], Глостершир
- Уир Джиффард Холл[англ.], Девон.

## Брак и потомство
10 мая 1782 года лорд Фортескью женился на Эстер Гренвиль (1767 — 13 ноября 1847), дочери премьер-министра Джорджа Гренвиля (1712—1770) и Элизабет Уиндем. У них было девять детей:
- Леди Эстер Фортескью (1784 — 17 декабря 1873[2]), в 1804 году вышла замуж за Питера Кинга, 7-го барона Кинга[англ.].
- Хью Фортескью, 2-й граф Фортескью (13 февраля 1783 — 14 сентября 1861), старший сын и преемник отца.
- Капитан достопочтенный Джордж Мэтью Фортескью (22 мая 1791 — 24 января 1877), в 1833 году женился на леди Луизе Райдер, дочери Дадли Райдера, 1-го графа Харроуби.
- Леди Мэри Фортескью (15 сентября 1792 — 12 августа 1874), с 1823 года замужем за сэром Джеймсом Хэмлином Уильямсом
- Преподобный достопочтенный Джон Фортескью (5 мая 1796—1869)
- Леди Элизабет Фортескью (10 июля 1801 — 27 января 1867), вышла замуж за Уильяма Куртенэ, 11-го графа Девона.
- Леди Кэтрин Фортескью (30 августа 1786 — 17 апреля 1854), как говорят, была глухонемой. В 1820 году она вышла замуж за достопочтенного Ньютона Феллоуза (1772—1854)[3] .
- Леди Энн Фортескью (? — 28 февраля 1864), вышла замуж за Джорджа Уилбрахама[англ.].
- Леди Элеонора Фортескью (1798—1847).